# Andreas Volanus

Familienwappen

Andreas Volanus (lateinisch Andrea Volanus Lwocoviensis, polnisch Andrzej Wolan, litauisch Andrius Volanas; * um 1530/1531 wahrscheinlich bei Lwówek; † 6. Januar 1610 in Bijuciszki bei Oszmiana (heute Belarus)) war ein polnisch-litauischer Schriftsteller, Übersetzer, Publizist, Polemiker und protestantischer Theologe der Renaissance, Anführer der litauischen Calvinisten und königlicher Sekretär. Im Jahr 1603 wurde er als Autor in den ersten polnischen Index der verbotenen Bücher aufgenommen, der auf Initiative von Bischof Bernard Maciejowski erstellt wurde. Er war ein Gegner der römisch-katholischen Transsubstantiationslehre.

## Leben
Volanus stammte aus einer adligen Familie, die aus Schlesien nach Großpolen kam. Er war der Sohn des deutschsprachigen Schlesiers Jan und der Polin Zofia Kwilecka. Die Familie lebte in Lwówek, als sich der 13-jährige Volanus im Jahr 1544 an der Brandenburgischen Universität Frankfurt einschrieb. Dort studierte er bis 1547 Dialektik, Rhetorik und Epistolographie. In Frankfurt kam Volanus auch mit den Ideen der Reformation in Berührung. In seiner Jugend stand Andreas Volanus unter dem Einfluss der Wittenberger Reformation. Später schlug er sich jedoch auf die Seite des Calvinismus. Nach seiner Rückkehr aus Frankfurt hielt er sich bei seinem Verwandten Baltazar Strzeźmiński und dann am Hof von Hieronim Kwilecki, dem Verwalter der Güter von Königin Bona im Großfürstentum Litauen, auf. Um 1550 wurde Volanus Sekretär von Mikołaj Radziwiłł Rudy, dem damaligen Großkammerherrn von Litauen, mit dem er mehrere Jahrzehnte lang zusammenarbeitete. Dank der Unterstützung der Radziwills konnte Volanus im November 1550 sein Studium der freien Künste in Königsberg aufnehmen, wo er vor allem seine Kenntnisse der lateinischen Sprache verbessern konnte. Den größten Einfluss auf Volanus hatte in dieser Zeit der Rektor der Universität Königsberg Georg Sabinus, Schwiegersohn von Philipp Melanchthon.
Nach Abschluss seines Studiums ließ Volanus sich dauerhaft in Litauen nieder. Er erhielt das Gut Bijuciszki von Mikołaj Radziwiłł Rudy und die Dörfer Czereszczenięta und Gierbienięta von Sigismund II. August, König von Polen und Großfürst von Litauen. Außerdem verpachtete Volanus die Starosteien Rudomina und Niemież auf Lebenszeit. Im Jahr 1569 wurde ihm das Indigenat Polen-Litauens zugesprochen. Im Frühjahr 1569 hielt Volanus sich als Vertreter von Mikołaj Radziwiłł Rudy in Lublin auf, wo er im Namen seines Auftraggebers – eines bekennenden Gegners der polnisch-litauischen Union – Unionsverhandlungen führte. Nach dem Abschluss der Lubliner Union war Volanus mehrmals Mitglied des Allgemeinen Sejm. Während der Regierungszeit von Stefan Báthory wurde er Sekretär der Krone ehrenhalber. Als Treuhänder der Radziwiłłs und Sekretär der Krone führte Volanus auch wichtige diplomatische Missionen durch, so nach Prag 1575, Będzin 1589, Riga 1589 und 1599 und Moskau 1595.
Nach seiner Ankunft in Litauen engagierte Volanus sich in der dortigen calvinistischen Kirche und setzte sich für ihre Einheit und Stärkung insbesondere gegenüber den in Litauen als Vertretern der katholischen Kirche einflussreichen Jesuiten ein. Im Laufe der Zeit wurde er Anführer der Reformierten von Wilna sowie „Erzpresbyter“ der dortigen Gemeinde und wurde auch „Papst der litauischen Calvinisten“ genannt. Volanus nahm an zahlreichen Synoden der litauischen Calvinisten teil (z. B. 1570, 1585, 1599), auf denen er für die Notwendigkeit einer Vereinigung der Calvinisten mit den Lutheranern oder orthodoxen Christen eintrat. Im Jahr 1590 betraute ihn die Synode mit der Funktion des Zensors für calvinistische Bücher. Volanus war mit den führenden Vertretern der litauischen Reformation befreundet: Jan Hlebowicz, Szymon Turnowski, Jan Abramowicz, Jan Łasicki, Stanisław Sudrowski, Andrzej Dudycz und Andrzej Chrząstowski. Sein Wirken für die reformierte Kirche trug ihm nicht nur die Gegnerschaft der Jesuiten, sondern auch der Sozinianer ein. Deren Namensgeber Fausto Sozzini veröffentlichte 1588 sein gegen Volanus gerichtetes Werk De Jesu Christi filii Dei natura sive essentia.
Volanus war dreimal verheiratet. Seine Ehefrauen kamen aus den Familien Niemsta (Wappengemeinschaft Poraj), Oborski (Abdank) und der Fürsten Zyzemski. Er hatte drei Söhne und mehrere Töchter.

## Werke
Andreas Volanus war der Autor von fast 50 Schriften, darunter 33 Drucke, 13 Briefe und mehrere Manuskripte. Der größte Teil seines literarischen Schaffens war religiösen Themen gewidmet.
Seine größte Berühmtheit in Europa erlangte er durch seine theologischen Polemiken mit bedeutenden Jesuiten: Francisco Torres, Antonio Possevino, Peter Skarga, Emmanuel de Vega, Andrej Jurgiewicz und dem vorrangigen antitrinitarischen Theologen Fausto Sozzini. In seinen Werken diskutierte er wichtige Streitfragen der Reformationszeit, etwa die Gegenwart Christi in der Eucharistie, den Papstprimat, die Biblische Exegese, das Wesen der Göttlichkeit Christi, den Heiligenkult und den Bilderkult und die Berechtigung des Zölibats.
Er war auch Autor mehrerer Werke im Bereich Verwaltungsrecht:
- Oratio ad senatum Regni Poloniae Magnique Ducatus Lithuaniae, qua boni principis in Republica constituendi modus ostenditur. 1573 (Latein, deutsch: Ansprache an den Senat des Königreichs Polen und des Großfürstentums Litauen, in der die Methode zur Etablierung eines guten Fürsten in der Republik aufgezeigt wird). Diese Rede wurde 1573 während des Interregnums nach dem Tod Sigismund II. Augusts gedruckt. Ziel der Rede war es, die Qualitäten aufzuzeigen, die ein neuer Herrscher aufweisen sollte. Der künftige König müsse die Rechte und Freiheiten der Nation respektieren und aufrechterhalten, denn in der Adelsrepublik hätte das Gesetz Vorrang vor dem Willen des Monarchen. Der König sollte gerecht, großzügig, großmütig und mutig sein. Die höchsten Ämter sollten in Absprache mit der Senatskammer besetzt werden. Der Herrscher sollte außerdem verpflichtet sein, die Justiz effizient zu verwalten.
- Praefatio ad Fricium. 1577 (Latein, deutsch: Vorwort an Frycz). Dieses lobende Vorwort zur polnischen Übersetzung Cyprian Bazyliks von Andrzej Frycz Modrzewskis Werk De Republica emendanda stammt aus dem Jahr 1577. Er schätzt besonders Modrzewskis Kritik am Gesetz über die Befreiung von Menschen, das den Adel begünstigt. Während das Litauische Statut von 1566 lediglich ein Wergeld für die Ermordung eines Gemeinen einführte, führte das Statut von 1588 die Todesstrafe für Totschlag zwischen Gemeinen (Kapitel XII, Art. 2) und in begrenztem Umfang sogar die Todesstrafe für die vorsätzliche Ermordung eines Plebejers durch einen Adligen ein. Der Wortlaut der Bestimmung scheint darauf hinzudeuten, dass sie das Ergebnis eines Kompromisses zwischen der alten und der neuen Regelung ist, in dem wir den Einfluss der von Modrzewski und Wolan vertretenen Ideen erkennen können; der Herausgeber des Werks O naprawie [„Über die Reparatur“] saß – wie wir wissen – im Redaktionsausschuss des Statuts. Der Einfluss dieser Ansichten zeigt sich auch in der Lockerung der strafrechtlichen Repressionen gegen Plebejer für den Mord an einem Adligen. Nach dem Zweiten Statut konnten bis zu sieben Bürgerliche für den Mord an einem Adligen mit dem Tod bestraft werden (Kapitel XI, Artikel 12); im Dritten Statut wurde diese Zahl auf drei begrenzt (Kapitel XI, Artikel 39). So setzten die litauischen Gesetzgeber, die an der Ausarbeitung des Dritten Statuts arbeiteten, das Postulat der gleichen Bestrafung für Totschlag um, unabhängig vom Zustand des Opfers und des Mörders, soweit dies durch die bestehenden sozialen Verhältnisse möglich war.[5]
- De principe et propriis eius virtutibus. (Latein, deutsch: Vom Prinzen und seinen wahren Tugenden). In diesem Werk skizzierte Volanus ein Bild des idealen Magnatenfürsten.
- De libertate politica sive civili libellus lectu non indignus. 1571 (Latein, deutsch: Eine nicht unwürdige Broschüre über politische oder bürgerliche Freiheit). Dieses Werk wurde vor dem Herbst 1571 geschrieben, aber erst in der zweiten Hälfte des Jahres 1572 von Maciej Wirzbięta veröffentlicht. Dem Traktat ist ein Vorwort vorangestellt, das Mikołaj Radziwiłł Rudy gewidmet ist. Das Werk besteht aus fünfzehn Kapiteln. In den ersten fünf Kapiteln geht es um die Bedeutung von Freiheit, Meinungen und Stereotypen in Bezug auf dieses Konzept. Freiheit darf nach Volanus' Ansicht nicht gegen das Gesetz verstoßen und das Gesetz darf die Freiheit nicht verletzen. Die Grundlage dafür ist das Naturrecht, auf dem die staatlichen Gesetze basieren sollten. In diesem Abschnitt betont Wolan, dass in der Republik Polen-Litauen lex est rex ‚das Gesetz ist König‘ gilt, und stellt ihr System der Tyrannei gegenüber. Die Kapitel VI bis IX befassen sich mit der Ausübung des Rechts auf Freiheit, dem Staatssystem, dem Wesen des Adels, dem Eigentum und der Kritik an der Fokussierung des Adels auf materielle Besitztümer. Die letzten Kapitel widmet Volanus der Frage nach den Reformen, die für die Aufrechterhaltung einer freien Republik notwendig sind – Änderungen in der Gesetzgebung und im Gerichtswesen. Er postuliert die Einrichtung eines Berufungsgerichts, die Absetzung schlechter Richter und die Orientierung an der Vernunft in der Rechtsprechung. Er weist auf die Notwendigkeit hin, Gesetze gegen die Korruption der Sitten zu erlassen.

### Bedeutende Werke
- De libertate politica sive civili. Maciej Wirzbięta, Krakau 1571 (Latein, polona.pl [PDF; 34,0 MB] deutsch: Von politischer und bürgerlicher Freiheit).
- Oratio ad senatum Regni Poloniae. Maciej Wirzbięta, Krakau 1573 (Latein, polona.pl [PDF; 4,0 MB] deutsch: Ansprache an den Senat des Königreichs Polen).
- Vera et orthodoxa veteris ecclesiae sententia de Coena Domini ad Petrum Skarga. Łosk 1574 (Latein, deutsch: Die wahre und orthodoxe Meinung der alten Kirche über das Abendmahl an Peter Skarga).
- Praefatio in Fricium. In: O poprawie Rzeczypospolitej. Andrzej Frycz Modrzewski. Łosk 1577 (polnisch, Latein: Commentariorum de Republica emendanda libri quinque. Übersetzt von Cyprian Bazylik, deutsch: Vorwort an Frycz).
- Defensio verae orthodoxae veterisque in ecclesia sententiae. Łosk 1579 (Latein, deutsch: Eine Verteidigung der wahren orthodoxen und alten Meinung in der Kirche).
- Paraenesis. Bernhard Albin (Q112419018), Speyer 1582 (Latein, google.de – deutsch: Paränese).
- Idololatriae loiolitarum vilnensium oppugnatio. Józef Karcan, Vilnius 1583 (Latein, org.pl – deutsch: Der Angriff auf die Götzenverehrung der Loyoliten (= Jesuiten) von Vilnius).
- Libri quinque contra Scargae jesuitae vilnensis, septem missae sacrificiique eius columnas. Daniel z Łęczycy, Vilnius 1584 (polona.pl – deutsch: Fünf Bücher gegen die Jesuiten von Scarga von Vilnius, sieben Messopfer und seine Kolumnen).
- Oratio gratulatoria. Ad illustriss. dominum principem D. Christophorum Radivilum. Daniel z Łęczycy, Vilnius 1584 (Latein, deutsch: Eine Glückwunschrede. An den Erlauchten Fürsten Christoph Radziwiłł).
- Andreas Volanus: Oratio funebris in laudem Illustrissimi Principis Nicolai Radivilii. Daniel z Łęczycy, Vilnius 1584 (Latein, deutsch: Trauerrede zum Lob des Erlauchten Fürsten Mikołaj Radziwiłł Rudy).
- Anabaptismum sive speculum fidei et pietatis anabaptistarum. Vilnius 1586 (Latein, deutsch: Die Neu-Taufe, ein Spiegel des Glaubens und der Frömmigkeit von Neu-Täufern; nach Stanisław Estreicher wurde das Werk nie gedruckt).
- Apologia... ad calumnias et convitia pestiferae hominum sectae, qui se falso jesuitas vocant. Daniel z Łęczycy, Vilnius 1587 (Latein, deutsch: Entschuldigung ... für die Verleumdungen und Missbräuche einer pestilenten Sekte von Männern, die sich fälschlicherweise Jesuiten nennen).
- Defensio Apologiae. (Latein, deutsch: Verteidigung der Entschuldigung).
- Ad scurillem et famosum libellum jesuiticae scholae vilnensis et potissimum maledici conviciatoris Andreae Jurgevitii... responsio. Vilnius 1589 (Latein, deutsch: An den Schurken und das berühmte Buch der Jesuitenschule von Vilnius und besonders an den verfluchten Ankläger Andreas Jurgevitis...).
- Dirae in obtrectatores. Typographia Volani, Vilnius 1591 (Latein, deutsch: Düster in die Kritiker).
- Epistolae aliquot ad repellendum doctrinae Samosatenianae errorem. Officina Coetus Evangelici Vilnensis, Vilnius 1592 (Latein, deutsch: Einige Briefe zur Widerlegung des Irrtums der samosatenischen Lehre).
- Epistolae aliquot adversus Samosatenianos, de divina Trinitate. Vilnius 1592 (Latein, deutsch: Einige Briefe gegen die Samosatener, die sich auf die göttliche Dreifaltigkeit beziehen).
- Meditatio in epistolam divi Pauli apostoli ad Ephesios. Jakub Markowicz, Vilnius 1592 (Latein, deutsch: Meditation über den Brief des göttlichen Apostels Paulus an die Epheser).
- Iudicium de libello quodam Stanislai Rescii, qui inscribitur Ministromachia. Józef Karcan, Vilnius 1593 (Latein, deutsch: Urteil über ein bestimmtes Buch von Stanislaus Rescii, das die Inschrift Ministromachia trägt).
- Oratio ad Illustres Radivillos et Chodkiewicios. Ulryk & Salomon Sultzerowie, Vilnius 1600 (Latein, deutsch: Ansprache an die berühmten Herren Radziwiłł und Chodkiewicz).
- Oratio funebris na pogrzebie Sudroviusa. Vilnius 1600 (Latein, deutsch: Eine Trauerrede beim Begräbnis von Stanislaus Sudrovius; laut J. Rościszewski verschollenes Schriftstück).
- Oratio sive consilium de bello contra Turcas movendo. Eisleben 1604 (Latein, deutsch: Eine Rede oder ein Ratschlag zum Krieg gegen die Türken).[6]
- De caecitate et poena ecclesiae. Wilhelm Antonius, Hanau 1608 (Latein, deutsch: Von der Blindheit und Bestrafung der Kirche).
- De principe et propriis eius virtutibus. Martin Rhode, Danzig 1608 (Latein, deutsch: Vom Prinzen und seinen wahren Tugenden).

### Briefe und Unterlagen
- Epistola ad Rev. D. Nicolaum Pacium, ep. Kijov., ab A. Volano scripta. im Anhang. In: Mikołaj Pac (Hrsg.): Orthodoxa fidei confessio. Königsberg 1566.
- Do Mikołaja Radziwiłła Rudego, Lublin, 31. Mai 1569. In: Stanisław Kot (Hrsg.): Gniewy o unię (= Stanisław Kutrzeba [Hrsg.]: Studia historyczne ku czci. Band 2). Krakau 1938.
- Do Krzysztofa Radziwiłła, 25. November 1590. In: Michał Baliński (Hrsg.): Andrzej Wolan, jego życie uczone i publiczne. Band 1. Biblioteka Warszawska 1841, t. 1; s., Warschau 1841, S. 103–105.
- Do Mikołaja Krzysztofa Radziwiłła, 23. Dezember 1594. In: Michał Baliński (Hrsg.): Andrzej Wolan, jego życie uczone i publiczne. Band 1. Biblioteka Warszawska, Warschau 1841, S. 118–119.
- Do Janusza Radziwiłła, 1609. In: Michał Baliński (Hrsg.): Andrzej Wolan, jego życie uczone i publiczne. Biblioteka Warszawska, Warschau 1841, S. 128–130.
- Od Szymona Teofila Turnowskiego, Ostroróg 14. März 1598. In: Józef Łukaszewicz (Hrsg.): Dzieje kościołów wyznania helweckiego w Litwie. Band 2. Poznań 1843, S. 273–274.

### Übersetzungen mit unsicherer Urheberschaft
- Marinus Barletius: Historia o żywocie i zacnych sprawach Jerzego Kastryota, którego pospolicie Szkanderbegiem zową... na 13 ksiąg rozdzielona... z łac. języka na polski przełożone przez Cypriana Bazylika. Brest-Litowsk 1569 (polnisch, Latein: De vita, moribus ac rebus praecipue adversas Turcas gestis Georgii Castrioti, clarissimi Epirotarum principis, qui propter celeberrima facinora, Scanderbegus, hoc est Alexander Magnus, cognominatus fuit. Straßburg 1537. Übersetzt von Cyprian Bazylik, laut Michał Baliński wurden die ersten drei Bände von Andreas Volanus übersetzt).
- Mornay du Plessis: Jasne i dowodne pokazanie... że papież... nie jest głową powszechnego kościoła chrześcijańskiego. Vilnius 1608 (polnisch, ob Andreas Volanus der Übersetzer ist, ist ungewiss).